# Destillateur
Destillateur ist ein staatlich anerkannter Ausbildungsberuf, den es in Deutschland seit 1937 gibt. Die Ausbildung dauert in der Regel drei Jahre und findet im dualen System statt mit Lernphasen im Ausbildungsbetrieb und im Fritz-Henßler-Berufskolleg der Stadt Dortmund.

## Geschichte
1909 wurde am Institut für Gärungsgewerbe und Stärkefabrikation die Abteilung für Trinkbranntwein und Likörfabrikation gegründet, zu der auch eine Versuchslikörfabrik gehörte.
Im Mai 1911 fand der erste vier-wöchige Destillateur-Kurs statt. 1937 wurde der Destillateur zum Lehrberuf, sodass die Kurse fortan mit einer Abschlussprüfung endeten.
1954 wurde erstmals ein Kursus für Destillateur-Meister durchgeführt, dem ein Vorbereitungskurs vorausgegangen war. Die erste Prüfung durch die Industrie- und Handelskammer zu Berlin fand am 3. Juli 1954 statt, die Ernst Dobislaw erfolgreich bestand. Die IHK Berlin wurde daraufhin mit der Durchführung der Prüfungen für das gesamte Bundesgebiet sowie für West-Berlin beauftragt. Allein bis 1972 wurden in 17 Kursen 208 Teilnehmende zu Destillateurmeistern ausgebildet.
1963 wurde in Berlin die Vereinigung der Destillateurmeister e.V. gegründet.